# Acalypha inaequalis
Acalypha inaequalis är en törelväxtart som beskrevs av Henry Hurd Rusby. Acalypha inaequalis ingår i släktet akalyfor, och familjen törelväxter. Inga underarter finns listade i Catalogue of Life.